# TuS Hornau
Der TuS Hornau (offiziell: Turn- und Sportfreunde Hornau e. V.) ist ein Sportverein aus dem Kelkheimer Stadtteil Hornau im Main-Taunus-Kreis. Die erste Fußballmannschaft der Männer spielte in der Saison 2024/25 Hessenliga.

## Geschichte
Im August 1886 wurde der Turnverein Hornau gegründet. Im Jahre 1913 erfolgte die Gründung des Fußballvereins FC Hornau. Nach dem Ende des Zweiten Weltkrieges wurde der Turnverein von den amerikanischen Besatzungsmächten verboten. Da verfügt wurde, dass es in Hornau nur noch einen Sportverein geben dürfte, fusionierten am 14. April 1946 der Turnverein und der Fußballverein zum heutigen TuS Hornau. Neben Fußball bietet der Verein noch Basketball, Freizeit- und Gesundheitssport, Gymnastik & Tanz, Langlauf, Leichtathletik, Tennis, Tischtennis, Turnen und Volleyball an.
Die Fußballer spielten jahrzehntelang lediglich auf Kreisebene. Im Jahre 2018 gelang der Aufstieg in die Gruppenliga Wiesbaden, aus der die Mannschaft jedoch direkt wieder absteigen musste. 2020 stiegen die Hornauer erneut in die Gruppenliga auf. Dort wurde die Mannschaft drei Jahre später Meister und stieg in die Verbandsliga Mitte auf. Auf Anhieb wurde die Mannschaft dort in der Saison 2023/24 Vizemeister hinter der zweiten Mannschaft des TSV Steinbach Haiger. In der folgenden Aufstiegsrunde der Vizemeister setzten sich die Hornauer gegen die SG Bad Soden und dem SV Pars Neu-Isenburg durch und stiegen in die Hessenliga auf. Nach nur einer Saison stieg die Mannschaft als Vorletzter wieder ab.

## Erfolge
- Aufstieg in die Hessenliga: 2024

## Persönlichkeiten
- Norbert Fruck
- Camilla Küver
- Ruben Spoden